# Кругосветный билет

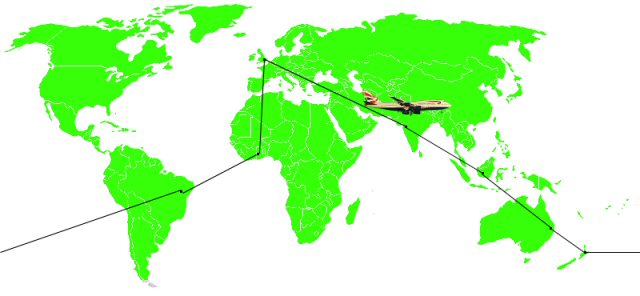
Пример путешествия по кругосветному билету. Вылетев из Лондона, путешественник летит далее через Индию, Индонезию, Австралию, Новую Зеландию, Бразилию и Гану обратно в Лондон, используя один билет одного авиаальянса

Кругосветный билет (англ. Round-the-world ticket, RTW ticket, известен также как «кругосветный тариф», англ. round-the-world fare) — авиабилет, который позволяет путешественникам летать по всему миру за относительно низкую цену. Кругосветные билеты предлагают альянсы авиакомпаний, такие как SkyTeam, Star Alliance и Oneworld, а также специализированные туристические агентства. Цены на кругосветные билеты варьируются, как правило, в диапазоне $ 3000—5000 за билет экономкласса. Были случаи, когда кругосветные билеты продавались за 1171 GBP(≈ $ 1830). Альтернативой кругосветным билетам являются сontinent pass — авиабилеты, позволяющие по низким ценам осуществлять перелёты в рамках одного континента.
Цена на кругосветные билеты зависит от класса путешествия, начала маршрута, количества посещаемых континентов, протяжённости (обычно от 30 000 до 60 000 км), а иногда — от сезона. Преимущества использования кругосветных билетов связаны с использованием больших оптимизированных транспортных сетей, созданных авиационными альянсами, а также возможностью включения в бонусные программы авиакомпаний, хотя в отношении кругосветных билетов, как правило, действуют ограничения. Начало и конец путешествия по кругосветному билету почти всегда должны быть расположены в одной и той же стране, а само путешествие — включать перелёт через Атлантический и Тихий океаны. Количество остановок в кругосветном перелёте обычно составляет от 5 до 16, и обратные перелёты между континентами (особенно Европа/Азия) часто ограничиваются. Даты кругосветного путешествия жёстко не фиксируются и могут быть изменены по ходу маршрута в офисе любой авиакомпании авиаальянса, хотя на практике это зачастую влечёт за собой дополнительные платежи.
Совершить кругосветный авиаперелёт можно и без приобретения кругосветного билета, выстроив цепочку из маршрутов отдельных авиакомпаний.